# Gastrotheca carinaceps
Gastrotheca carinaceps es una especie de anfibio anuro de la familia Hemiphractidae.

## Distribución geográfica
Esta especie es endémica de la región de Pasco en Perú. Se encuentra en San Alberto, en la provincia de Oxapampa, a 2200 m sobre el nivel del mar en el lado amazónico de la Cordillera Oriental.

## Publicación original
- Duellman, Trueb & Lehr, 2006: A new species of marsupial frog (Anura: Hylidae: Gastrotheca) from the Amazonian slopes of the Cordillera Oriental in Peru. Copeia, vol. 2006, n.º 4, p. 595-603.[6]